# Kvalifikace na Mistrovství Evropy ve fotbale 2008 – skupina A
Zápasy této kvalifikační skupiny na Mistrovství Evropy ve fotbale 2008 se konaly v letech 2006 a 2007. Z osmi účastníků si postup na závěrečný turnaj zajistily první dva týmy.

## Tabulka
| Poř. | Země        | Z   | V | R | P | VG | OG | B  |
| ---- | ----------- | --- | - | - | - | -- | -- | -- |
| 1.   | Polsko      | 14  | 8 | 4 | 2 | 24 | 12 | 28 |
| 2.   | Portugalsko | 14  | 7 | 6 | 1 | 24 | 10 | 27 |
| 3.   | Srbsko      | 14  | 6 | 6 | 2 | 22 | 11 | 24 |
| 4.   | Finsko      | 14  | 6 | 6 | 2 | 13 | 7  | 24 |
| 5.   | Belgie      | 14  | 5 | 3 | 6 | 14 | 16 | 18 |
| 6.   | Kazachstán  | 14  | 2 | 4 | 8 | 11 | 21 | 10 |
| 7.   | Arménie     | 121 | 2 | 3 | 7 | 4  | 13 | 9  |
| 8.   | Ázerbájdžán | 121 | 1 | 2 | 9 | 6  | 28 | 5  |

1 Arménie a Ázerbájdžán mají pouze 12 odehraných zápasů, oba jejich vzájemné zápasy byly rozhodnutím UEFA zrušeny a za zrušené zápasy nebyly přiděleny žádné body.

## Křížová tabulka
| Země        | Arménie | Ázerbájdžán | Belgie | Finsko | Kazachstán | Polsko | Portugalsko | Srbsko |
| ----------- | ------- | ----------- | ------ | ------ | ---------- | ------ | ----------- | ------ |
| Arménie     | –       | zruš.1      | 0:1    | 0:0    | 0:1        | 1:0    | 1:1         | 0:0    |
| Ázerbájdžán | zruš.1  | –           | 0:1    | 1:0    | 1:1        | 1:3    | 0:2         | 1:6    |
| Belgie      | 3:1     | 3:0         | –      | 0:0    | 0:0        | 0:1    | 1:2         | 3:2    |
| Finsko      | 1:0     | 2:1         | 2:0    | –      | 2:1        | 0:0    | 1:1         | 0:2    |
| Kazachstán  | 1:2     | 1:1         | 2:2    | 0:2    | –          | 0:1    | 1:2         | 2:1    |
| Polsko      | 1:0     | 5:0         | 2:0    | 1:3    | 3:1        | –      | 2:1         | 1:1    |
| Portugalsko | 1:0     | 3:0         | 4:0    | 0:0    | 3:0        | 2:2    | –           | 1:1    |
| Srbsko      | 3:0     | 1:0         | 1:0    | 0:0    | 1:0        | 2:2    | 1:1         | –      |

## Zápasy
| 16. srpna 2006 19:45 SELČ |        |            |                                                                                         |
| Belgie                    | 0 – 0  | Kazachstán | Constant Vanden Stock, Brusel diváci: 15,495 rozhodčí: Mark Courtney (Northern Ireland) |
|                           | Report |            | Constant Vanden Stock, Brusel diváci: 15,495 rozhodčí: Mark Courtney (Northern Ireland) |

| 2. září 2006 20:15 SELČ |        |             |                                                                            |
| Srbsko                  | 1 – 0  | Ázerbájdžán | Stadion Crvena Zvezda, Bělehrad diváci: 0 rozhodčí: Knut Kircher (Germany) |
| Žigić 72'               | Report |             | Stadion Crvena Zvezda, Bělehrad diváci: 0 rozhodčí: Knut Kircher (Germany) |

| 2. září 2006 20:30 SELČ |        |                                       |                                                                                    |
| Polsko                  | 1 – 3  | Finsko                                | Zdzisław Krzyszkowiak, Bydgoszcz diváci: 17,000 rozhodčí: Laurent Duhamel (France) |
| Garguła 89'             | Report | Litmanen 54', 76' (pen.) Väyrynen 84' | Zdzisław Krzyszkowiak, Bydgoszcz diváci: 17,000 rozhodčí: Laurent Duhamel (France) |

| 6. září 2006 19:00 UTC+5 |        |            |                                                                              |
| Ázerbájdžán              | 1 – 1  | Kazachstán | Tofik Bakhramov Stadium, Baku diváci: 18,000 rozhodčí: Zsolt Szabo (Hungary) |
| Ladaga 16'               | Report | Byakov 36' | Tofik Bakhramov Stadium, Baku diváci: 18,000 rozhodčí: Zsolt Szabo (Hungary) |

| 6. září 2006 21:00 UTC+5 |        |                |                                                                               |
| Arménie                  | 0 – 1  | Belgie         | Hanrapetakan Stadium, Jerevan diváci: 8,000 rozhodčí: Gerald Lehner (Austria) |
|                          | Report | Van Buyten 41' | Hanrapetakan Stadium, Jerevan diváci: 8,000 rozhodčí: Gerald Lehner (Austria) |

| 6. září 2006 20:00 UTC+3 |        |                |                                                                                         |
| Finsko                   | 1 – 1  | Portugalsko    | Helsinský olympijský stadion, Helsinky diváci: 38,015 rozhodčí: Konrad Plautz (Austria) |
| Johansson 22'            | Report | Nuno Gomes 42' | Helsinský olympijský stadion, Helsinky diváci: 38,015 rozhodčí: Konrad Plautz (Austria) |

| 6. září 2006 20:30 SELČ |        |             |                                                                                 |
| Polsko                  | 1 – 1  | Srbsko      | Stadion Wojska Polskiego, Varšava diváci: 5,000 rozhodčí: Graham Poll (England) |
| Matusiak 30'            | Report | Lazović 71' | Stadion Wojska Polskiego, Varšava diváci: 5,000 rozhodčí: Graham Poll (England) |

| 7. října 2006 21:00 UTC+6 |        |              |                                                                                 |
| Kazachstán                | 0 – 1  | Polsko       | Almaty Central Stadium, Almaty diváci: 18,000 rozhodčí: Edo Trivkovic (Croatia) |
|                           | Report | Smolarek 52' | Almaty Central Stadium, Almaty diváci: 18,000 rozhodčí: Edo Trivkovic (Croatia) |

| 7. října 2006 21:00 UTC+5 |        |        |                                                                                |
| Arménie                   | 0 – 0  | Finsko | Hanrapetakan Stadium, Jerevan diváci: 7,500 rozhodčí: Damir Skomina (Slovakia) |
|                           | Report |        | Hanrapetakan Stadium, Jerevan diváci: 7,500 rozhodčí: Damir Skomina (Slovakia) |

| 7. října 2006 20:15 SELČ |        |        |                                                                                   |
| Srbsko                   | 1 – 0  | Belgie | Stadion Crvena Zvezda, Bělehrad diváci: 35,000 rozhodčí: Domenico Messina (Italy) |
| Žigić 54'                | Report |        | Stadion Crvena Zvezda, Bělehrad diváci: 35,000 rozhodčí: Domenico Messina (Italy) |

| 7. října 2006 21:00 WEST      |        |             |                                                                 |
| Portugalsko                   | 3 – 0  | Ázerbájdžán | Bessa XXI, Porto diváci: 20,000 rozhodčí: Mark Halsey (England) |
| Ronaldo 25', 63' Carvalho 31' | Report |             | Bessa XXI, Porto diváci: 20,000 rozhodčí: Mark Halsey (England) |

| 11. října 2006 22:00 UTC+6 |        |                         |                                                                                      |
| Kazachstán                 | 0 – 2  | Finsko                  | Almaty Central Stadium, Almaty diváci: 17,000 rozhodčí: Athanassios Briakos (Greece) |
|                            | Report | Litmanen 29' Hyypiä 64' | Almaty Central Stadium, Almaty diváci: 17,000 rozhodčí: Athanassios Briakos (Greece) |

| 11. října 2006 20:15 SELČ                    |        |         |                                                                                       |
| Srbsko                                       | 3 – 0  | Arménie | Stadion Crvena Zvezda, Bělehrad diváci: 20,000 rozhodčí: Georgios Kasnaferis (Greece) |
| Stanković 54' (pen.) Lazović 62' Žigić 90+2' | Report |         | Stadion Crvena Zvezda, Bělehrad diváci: 20,000 rozhodčí: Georgios Kasnaferis (Greece) |

| 11. října 2006 20:30 SELČ |        |                  |                                                                           |
| Polsko                    | 2 – 1  | Portugalsko      | Stadion Śląski, Chorzów diváci: 40,000 rozhodčí: Wolfgang Stark (Germany) |
| Smolarek 9', 18'          | Report | Nuno Gomes 90+2' | Stadion Śląski, Chorzów diváci: 40,000 rozhodčí: Wolfgang Stark (Germany) |

| 11. října 2006 20:45 SELČ                     |        |             |                                                                               |
| Belgie                                        | 3 – 0  | Ázerbájdžán | Constant Vanden Stock, Brusel diváci: 12,000 rozhodčí: Romans Lajuks (Latvia) |
| Simons 24' (pen.) Vandenbergh 47' Dembélé 82' | Report |             | Constant Vanden Stock, Brusel diváci: 12,000 rozhodčí: Romans Lajuks (Latvia) |

| 15. listopadu 2006 19:00 UTC+2 |        |         |                                                                            |
| Finsko                         | 1 – 0  | Arménie | Finnair Stadium, Helsinky diváci: 9,445 rozhodčí: Craig Thomson (Scotland) |
| Nurmela 10'                    | Report |         | Finnair Stadium, Helsinky diváci: 9,445 rozhodčí: Craig Thomson (Scotland) |

| 15. listopadu 2006 20:30 SEČ |        |              |                                                                                 |
| Belgie                       | 0 – 1  | Polsko       | King Baudouin Stadium, Brusel diváci: 37,578 rozhodčí: Stuart Dougal (Scotland) |
|                              | Report | Matusiak 19' | King Baudouin Stadium, Brusel diváci: 37,578 rozhodčí: Stuart Dougal (Scotland) |

| 15. listopadu 2006 21:00 WET |        |            |                                                                                        |
| Portugalsko                  | 3 – 0  | Kazachstán | Estádio Cidade de Coimbra, Coimbra diváci: 27,000 rozhodčí: René Rogalla (Switzerland) |
| Simão 8', 86' Ronaldo 30'    | Report |            | Estádio Cidade de Coimbra, Coimbra diváci: 27,000 rozhodčí: René Rogalla (Switzerland) |

| 24. března 2007 19:00 UTC+6      |        |           |                                                                                    |
| Kazachstán                       | 2 – 1  | Srbsko    | Almaty Central Stadium, Almaty diváci: 15,000 rozhodčí: Vladimir Hriňák (Slovakia) |
| Ashirbekov 47' Zhumaskaliyev 61' | Report | Žigić 68' | Almaty Central Stadium, Almaty diváci: 15,000 rozhodčí: Vladimir Hriňák (Slovakia) |

| 24. března 2007 18:00 SEČ                                     |        |             |                                                                                         |
| Polsko                                                        | 5 – 0  | Ázerbájdžán | Stadion Wojska Polskiego, Varšava diváci: 12,000 rozhodčí: Kristinn Jakobsson (Iceland) |
| Bąk 3' Dudka 6' Łobodziński 34' Krzynówek 58' Kaźmierczak 84' | Report |             | Stadion Wojska Polskiego, Varšava diváci: 12,000 rozhodčí: Kristinn Jakobsson (Iceland) |

| 24. března 2007 21:00 WET                    |        |        |                                                                         |
| Portugalsko                                  | 4 – 0  | Belgie | José Alvalade, Lisabon diváci: 47,009 rozhodčí: Kyros Vassaras (Greece) |
| Nuno Gomes 53' Ronaldo 55', 75' Quaresma 68' | Report |        | José Alvalade, Lisabon diváci: 47,009 rozhodčí: Kyros Vassaras (Greece) |

| 28. března 2007 20:00 UTC+5 |        |        |                                                                                 |
| Ázerbájdžán                 | 1 – 0  | Finsko | Tofik Bakhramov Stadium, Baku diváci: 14,000 rozhodčí: Domenico Messina (Italy) |
| Imamaliev 83'               | Report |        | Tofik Bakhramov Stadium, Baku diváci: 14,000 rozhodčí: Domenico Messina (Italy) |

| 28. března 2007 20:30 SELČ |        |         |                                                                                       |
| Polsko                     | 1 – 0  | Arménie | Kielce City Stadium, Kielce diváci: 15,000 rozhodčí: Alberto Undiano Mallenco (Spain) |
| Żurawski 26'               | Report |         | Kielce City Stadium, Kielce diváci: 15,000 rozhodčí: Alberto Undiano Mallenco (Spain) |

| 28. března 2007 20:30 SELČ |        |             |                                                                                  |
| Srbsko                     | 1 – 1  | Portugalsko | Stadion Crvena Zvezda, Bělehrad diváci: 55,000 rozhodčí: Bertrand Layec (France) |
| Janković 37'               | Report | Tiago 5'    | Stadion Crvena Zvezda, Bělehrad diváci: 55,000 rozhodčí: Bertrand Layec (France) |

| 2. června 2007 18:00 UTC+6 |        |                                     |                                                                                         |
| Kazachstán                 | 1 – 2  | Arménie                             | Almaty Central Stadium, Almaty diváci: 17,100 rozhodčí: Pavel Královec (Czech Republic) |
| Baltiev 88' (pen.)         | Report | Arzumanyan 31' Hovsepian 39' (pen.) | Almaty Central Stadium, Almaty diváci: 17,100 rozhodčí: Pavel Královec (Czech Republic) |

| 2. června 2007 21:00 UTC+5 |        |                                 |                                                                                 |
| Ázerbájdžán                | 1 – 3  | Polsko                          | Tofik Bakhramov Stadium, Baku diváci: 4,500 rozhodčí: Costas Kapitanis (Cyprus) |
| Subašić 6'                 | Report | Smolarek 63' Krzynówek 66', 90' | Tofik Bakhramov Stadium, Baku diváci: 4,500 rozhodčí: Costas Kapitanis (Cyprus) |

| 2. června 2007 19:15 UTC+3 |        |                           |                                                                                                |
| Finsko                     | 0 – 2  | Srbsko                    | Helsinský olympijský stadion, Helsinky diváci: 33,615 rozhodčí: Manuel Mejuto González (Spain) |
|                            | Report | Janković 3' Jovanović 86' | Helsinský olympijský stadion, Helsinky diváci: 33,615 rozhodčí: Manuel Mejuto González (Spain) |

| 2. června 2007 20:45 SELČ |        |                      |                                                                                |
| Belgie                    | 1 – 2  | Portugalsko          | King Baudouin Stadium, Brusel diváci: 45,585 rozhodčí: Martin Hansson (Sweden) |
| Fellaini 55'              | Report | Nani 43' Postiga 64' | King Baudouin Stadium, Brusel diváci: 45,585 rozhodčí: Martin Hansson (Sweden) |

| 6. června 2007 19:00 UTC+6 |        |             |                                                                                      |
| Kazachstán                 | 1 – 1  | Ázerbájdžán | Almaty Central Stadium, Almaty diváci: 11,800 rozhodčí: Albert Toussaint (Lucemburk) |
| Baltiev 53'                | Report | Nadirov 30' | Almaty Central Stadium, Almaty diváci: 11,800 rozhodčí: Albert Toussaint (Lucemburk) |

| 6. června 2007 20:15 UTC+3    |        |        |                                                                                      |
| Finsko                        | 2 – 0  | Belgie | Helsinský olympijský stadion, Helsinky diváci: 34,818 rozhodčí: Mike Riley (England) |
| Johansson 27' A. Eremenko 71' | Report |        | Helsinský olympijský stadion, Helsinky diváci: 34,818 rozhodčí: Mike Riley (England) |

| 6. června 2007 20:30 UTC+5 |        |        |                                                                                 |
| Arménie                    | 1 – 0  | Polsko | Hanrapetakan Stadium, Jerevan diváci: 12,500 rozhodčí: Cristian Balaj (Romania) |
| Hamlet Mkhitaryan 66'      | Report |        | Hanrapetakan Stadium, Jerevan diváci: 12,500 rozhodčí: Cristian Balaj (Romania) |

| 22. srpna 2007 19:00 UTC+5 |        |             |                                                                                  |
| Arménie                    | 1 – 1  | Portugalsko | Hanrapetakan Stadium, Jerevan diváci: 15,550 rozhodčí: Claus Bo Larsen (Denmark) |
| Arzumanyan 10'             | Report | Ronaldo 37' | Hanrapetakan Stadium, Jerevan diváci: 15,550 rozhodčí: Claus Bo Larsen (Denmark) |

| 22. srpna 2007 19:00 UTC+3 |        |            |                                                                          |
| Finsko                     | 2 – 1  | Kazachstán | Ratina Stadion, Tampere diváci: 13,000 rozhodčí: Viktor Kassai (Hungary) |
| A. Eremenko 13' Tainio 61' | Report | Byakov 23' | Ratina Stadion, Tampere diváci: 13,000 rozhodčí: Viktor Kassai (Hungary) |

| 22. srpna 2007 20:45 SELČ     |        |                       |                                                                             |
| Belgie                        | 3 – 2  | Srbsko                | King Baudouin Stadium, Brusel diváci: 19,202 rozhodčí: Terje Hauge (Norway) |
| Dembélé 10', 88' Mirallas 30' | Report | Kuzmanović 73', 90+1' | King Baudouin Stadium, Brusel diváci: 19,202 rozhodčí: Terje Hauge (Norway) |

| 8. září 2007 |         |         |  |
| Ázerbájdžán  | Zrušeno | Arménie |  |
|              |         |         |  |

| 8. září 2007 20:15 SELČ |        |        |                                                                                       |
| Srbsko                  | 0 – 0  | Finsko | Stadion Crvena Zvezda, Bělehrad diváci: 15,000 rozhodčí: Eric Braamhaar (Netherlands) |
|                         | Report |        | Stadion Crvena Zvezda, Bělehrad diváci: 15,000 rozhodčí: Eric Braamhaar (Netherlands) |

| 8. září 2007 21:00 WEST |        |                               |                                                                          |
| Portugalsko             | 2 – 2  | Polsko                        | Estádio da Luz, Lisabon diváci: 55,000 rozhodčí: Roberto Rosetti (Italy) |
| Maniche 50' Ronaldo 73' | Report | Lewandowski 44' Krzynówek 88' | Estádio da Luz, Lisabon diváci: 55,000 rozhodčí: Roberto Rosetti (Italy) |

| 12. září 2007 |         |             |  |
| Arménie       | Zrušeno | Ázerbájdžán |  |
|               |         |             |  |

| 12. září 2007 21:00 UTC+6    |        |                           |                                                                                   |
| Kazachstán                   | 2 – 2  | Belgie                    | Almaty Central Stadium, Almaty diváci: 18,000 rozhodčí: Alexandru Tudor (Romania) |
| Byakov 39' Smakov 77' (pen.) | Report | Geraerts 13' Mirallas 24' | Almaty Central Stadium, Almaty diváci: 18,000 rozhodčí: Alexandru Tudor (Romania) |

| 12. září 2007 19:00 UTC+3 |        |        |                                                                                          |
| Finsko                    | 0 – 0  | Polsko | Helsinský olympijský stadion, Helsinky diváci: 34,088 rozhodčí: Herbert Fandel (Germany) |
|                           | Report |        | Helsinský olympijský stadion, Helsinky diváci: 34,088 rozhodčí: Herbert Fandel (Germany) |

| 12. září 2007 21:00 WEST |        |              |                                                                               |
| Portugalsko              | 1 – 1  | Srbsko       | Estádio José Alvalade, Lisabon diváci: 47,000 rozhodčí: Markus Merk (Germany) |
| Simão 11'                | Report | Ivanović 88' | Estádio José Alvalade, Lisabon diváci: 47,000 rozhodčí: Markus Merk (Germany) |

| 13. října 2007 20:00 UTC+5 |        |        |                                                                                    |
| Arménie                    | 0 – 0  | Srbsko | Hanrapetakan Stadium, Jerevan diváci: 10,000 rozhodčí: Stefan Johannesson (Sweden) |
|                            | Report |        | Hanrapetakan Stadium, Jerevan diváci: 10,000 rozhodčí: Stefan Johannesson (Sweden) |

| 13. října 2007 21:00 UTC+5 |        |                             |                                                                             |
| Ázerbájdžán                | 0 – 2  | Portugalsko                 | Tofik Bakhramov Stadium, Baku diváci: 30,000 rozhodčí: Ivan Bebek (Croatia) |
|                            | Report | Bruno Alves 12' Almeida 45' | Tofik Bakhramov Stadium, Baku diváci: 30,000 rozhodčí: Ivan Bebek (Croatia) |

| 13. října 2007 20:30 SELČ |        |            |                                                                                    |
| Polsko                    | 3 – 1  | Kazachstán | Stadion Wojska Polskiego, Varšava diváci: 12,000 rozhodčí: Espen Berntsen (Norway) |
| Smolarek 56', 64', 65'    | Report | Byakov 20' | Stadion Wojska Polskiego, Varšava diváci: 12,000 rozhodčí: Espen Berntsen (Norway) |

| 13. října 2007 20:45 SELČ |        |        |                                                                                 |
| Belgie                    | 0 – 0  | Finsko | King Baudouin Stadium, Brusel diváci: 4,131 rozhodčí: Costas Kapitanis (Cyprus) |
|                           | Report |        | King Baudouin Stadium, Brusel diváci: 4,131 rozhodčí: Costas Kapitanis (Cyprus) |

| 17. října 2007 20:00 UTC+6 |        |                            |                                                                                    |
| Kazachstán                 | 1 – 2  | Portugalsko                | Almaty Central Stadium, Almaty diváci: 25,000 rozhodčí: Jan Wegereef (Netherlands) |
| Byakov 90+5'               | Report | Makukula 84' Ronaldo 90+1' | Almaty Central Stadium, Almaty diváci: 25,000 rozhodčí: Jan Wegereef (Netherlands) |

| 17. října 2007 21:00 UTC+5 |        |                                                                   |                                                                                  |
| Ázerbájdžán                | 1 – 6  | Srbsko                                                            | Tofik Bakhramov Stadium, Baku diváci: 9,000 rozhodčí: Thomas Einwaller (Austria) |
| Aliyev 26'                 | Report | D. Tošić 4' Žigić 22', 42' Janković 41' Smiljanic 75' Lazović 84' | Tofik Bakhramov Stadium, Baku diváci: 9,000 rozhodčí: Thomas Einwaller (Austria) |

| 17. října 2007 20:45 SELČ          |        |         |                                                                                       |
| Belgie                             | 3 – 0  | Arménie | King Baudouin Stadium, Brusel diváci: 14,812 rozhodčí: Johannes Valgeirsson (Iceland) |
| Sonck 63' Dembélé 69' Geraerts 76' | Report |         | King Baudouin Stadium, Brusel diváci: 14,812 rozhodčí: Johannes Valgeirsson (Iceland) |

| 17. listopadu 2007 16:05 UTC+2 |        |              |                                                                                         |
| Finsko                         | 2 – 1  | Ázerbájdžán  | Helsinský olympijský stadion, Helsinky diváci: 10,325 rozhodčí: Alain Hamer (Lucemburk) |
| Forssell 79' Kuqi 86'          | Report | Gurbanov 63' | Helsinský olympijský stadion, Helsinky diváci: 10,325 rozhodčí: Alain Hamer (Lucemburk) |

| 17. listopadu 2007 20:30 SEČ |        |        |                                                                            |
| Polsko                       | 2 – 0  | Belgie | Stadion Śląski, Chorzów diváci: 47,000 rozhodčí: Claus Bo Larsen (Denmark) |
| Smolarek 45', 49'            | Report |        | Stadion Śląski, Chorzów diváci: 47,000 rozhodčí: Claus Bo Larsen (Denmark) |

| 17. listopadu 2007 21:00 WET |        |         |                                                                                    |
| Portugalsko                  | 1 – 0  | Arménie | Estádio Dr. Magalhães Pessoa, Leiria diváci: 23,000 rozhodčí: Mike Riley (England) |
| Almeida 42'                  | Report |         | Estádio Dr. Magalhães Pessoa, Leiria diváci: 23,000 rozhodčí: Mike Riley (England) |

| 21. listopadu 2007 19:00 UTC+4 |        |               |                                                                           |
| Arménie                        | 0 – 1  | Kazachstán    | Hanrapetakan Stadium, Jerevan diváci: 8,000 rozhodčí: Bruno Faye (France) |
|                                | Report | Ostapenko 64' | Hanrapetakan Stadium, Jerevan diváci: 8,000 rozhodčí: Bruno Faye (France) |

| 21. listopadu 2007 21:00 UTC+4 |        |             |                                                                            |
| Ázerbájdžán                    | 0 – 1  | Belgie      | Tofik Bakhramov Stadium, Baku diváci: 18,000 rozhodčí: Asaf Kenan (Israel) |
|                                | Report | Pieroni 52' | Tofik Bakhramov Stadium, Baku diváci: 18,000 rozhodčí: Asaf Kenan (Israel) |

| 21. listopadu 2007 19:45 WET |        |        |                                                                           |
| Portugalsko                  | 0 – 0  | Finsko | Estádio do Dragão, Porto diváci: 50,000 rozhodčí: Ľuboš Micheľ (Slovakia) |
|                              | Report |        | Estádio do Dragão, Porto diváci: 50,000 rozhodčí: Ľuboš Micheľ (Slovakia) |

| 21. listopadu 2007 20:45 SEČ |        |                           |                                                                                       |
| Srbsko                       | 2 – 2  | Polsko                    | Stadion Crvena Zvezda, Bělehrad diváci: 3,000 rozhodčí: Massimo Busacca (Switzerland) |
| Žigić 68' Lazović 70'        | Report | Murawski 28' Matusiak 46' | Stadion Crvena Zvezda, Bělehrad diváci: 3,000 rozhodčí: Massimo Busacca (Switzerland) |

| 24. listopadu 2007 18:00 SEČ |        |            |                                                                           |
| Srbsko                       | 1 – 0  | Kazachstán | Stadion Partizana, Bělehrad diváci: 400 rozhodčí: Kyros Vassaras (Greece) |
| Ostapenko 79' (vl.)          | Report |            | Stadion Partizana, Bělehrad diváci: 400 rozhodčí: Kyros Vassaras (Greece) |